# Aeropuerto de Münster/Osnabrück
El Aeropuerto Münster-Osnabrück (Flughafen Münster/Osnabrück) se encuentra ubicado en el territorio del municipio de Greven a 25 km de Münster (Renania del Norte-Westfalia) y a 35 km de Osnabrück (Baja Sajonia).

## Cobertura
La cobertura del aeropuerto abarca cerca de 6 millones de personas. Ella cubre parte de la región de Münster (Münsterland), la parte norte de la región del Ruhr (Ruhrgebiet), el sur de Baja Sajónia (Niedersachsen) y región del Ems (Emsland), así como parte de los Países Bajos (EUREGIO) y también la zona Westfalia del este (Ostwestfalen-Lippe).

## Conexiones con el Aeropuerto
Hay líneas de autobuses R51 y S50 de Münster y X150 de Osnabrück al aeropuerto.
También hay planes para construir una línea de ferrocarril, pero no se realizará.
Conexiones mediante la Autobahn (Autovía):
- A 1 procedente de Bremen/Osnabrück: Salida 74 Ladbergen y Salida 75 Flughafen Münster-Osnabrück
- A 1/A 43 procedente de Dortmund/Münster: Salida 76 Greven
- A 30 procedente de Ámsterdam/Rheine: Salida 11b Ibbenbüren

En el aeropuerto existen cerca de 7.500 plazas de aparcamiento.

## Compañías Aéreas y Destinos
El Aeropuerto es servido por las siguientes compañías aéreas: Bulgarian Air Charter, Cirrus Airlines, Lufthansa, Sun Express, Turkish Airlines y TUIfly.
Desde este aeropuerto se opera con destino a las siguientes ciudades (entre otras):
- Berlín
- Fráncfort del Meno
- Londres (Southend)
- Palma de Mallorca
- Múnich
- Núremberg
- Roma (FCO)
- Stuttgart
- Venecia
- Viena
- Estambul (Atatürk)
- Westerland (isla Sylt)

Otros destinos turísticos en España son: Palma de Mallorca, Mahón, Ibiza, Madrid, Barcelona, Murcia, Málaga, Alicante, Sevilla, Valencia, Bilbao, Jerez de la Frontera, La Palma, Tenerife, Gran Canaria, Fuerteventura y Lanzarote. Algunos de ellos sobre Mallorca o Núremberg en el invierno.
Además muchos destinos alrededor del mar Mediterráneo en especial a los siguientes países: Portugal, Grecia, Turquía, Bulgaria, Egipto y Túnez

## Estadísticas
Ver fuente y consulta Wikidata.
| Año  | Pasajeros |
| ---- | --------- |
| 1999 | 1.577.468 |
| 2000 | 1.774.739 |
| 2001 | 1.614.938 |
| 2002 | 1.486.637 |
| 2003 | 1.521.342 |
| 2004 | 1.495.594 |
| 2005 | 1.548.661 |
| 2006 | 1.557.923 |
| 2007 | 1.613.413 |
| 2008 | 1.576.365 |
| 2009 | 1.388.160 |

## Accionistas/Propietarios
- Stadtwerke Münster GmbH 35,2195 %
- Beteiligungsgesellschaft, Distrito de Steinfurt mbH 30,4172 %
- Stadtwerke Osnabrück AG 17,2761 %
- BEVOS mbH, Distrito de Osnabrück 7,1569 %
- Grevener Verkehrs GmbH 5,9164 %
- Distrito de Osnabrück 5,0773 %
- Distrito de Warendorf 2,4501 %
- Distrito de Condado de Bentheim 0,4533 %
- Distrito de Borken 0,4533 %
- Distrito de Coesfeld 0,4533 %
- Distrito de Emsland 0,45 %
- IHK Nord Westfalen 0,0680 %
- HWK Münster, 0,0340 %
- HWK Osnabrück-Emsland 0,0340 %
- IHK Osnabrück-Emsland 0,0340 %
- Kamer van Koophandel Veluwe Twente 0,0340 %

## Galería

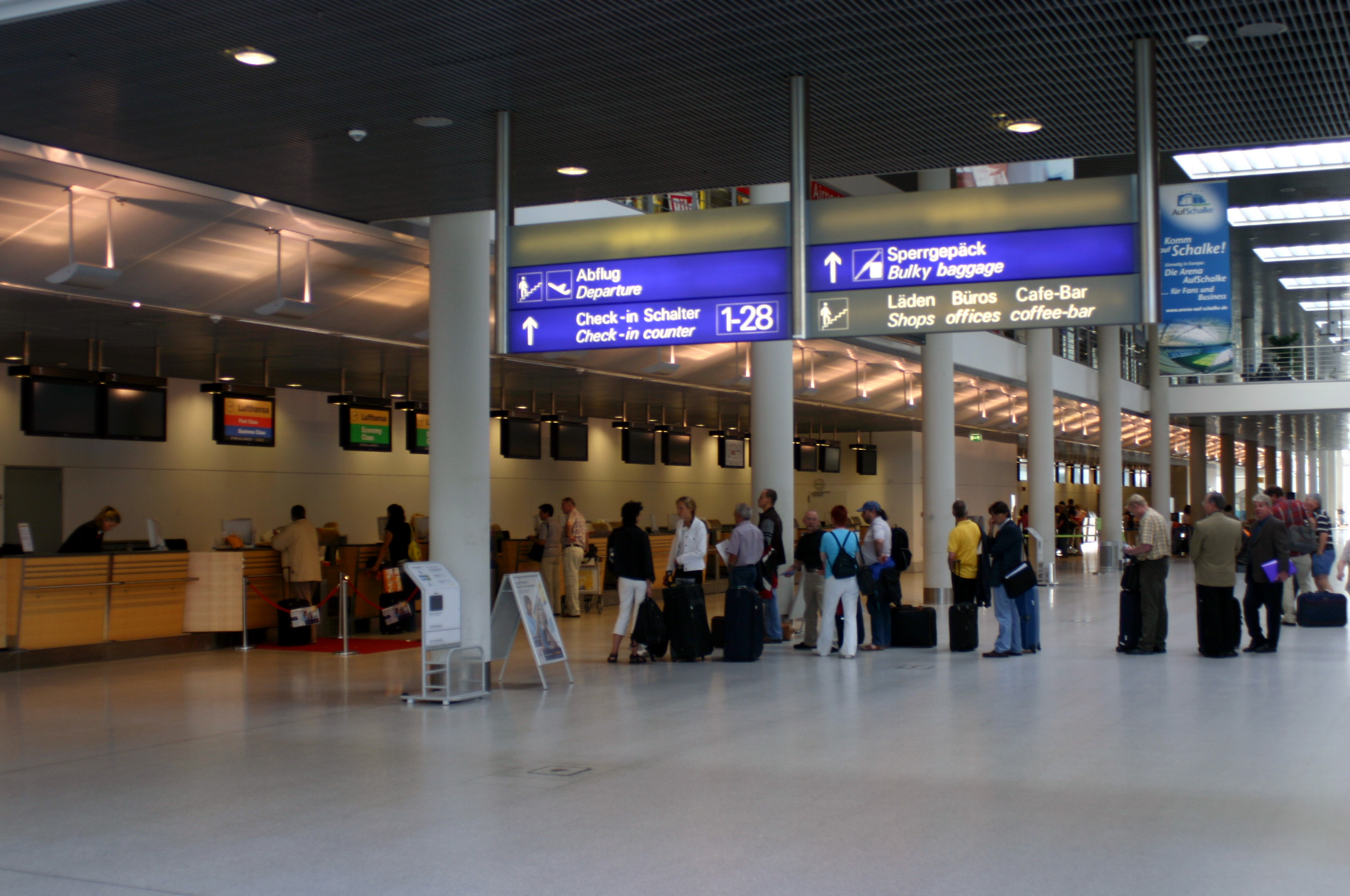
Zona de Check-In
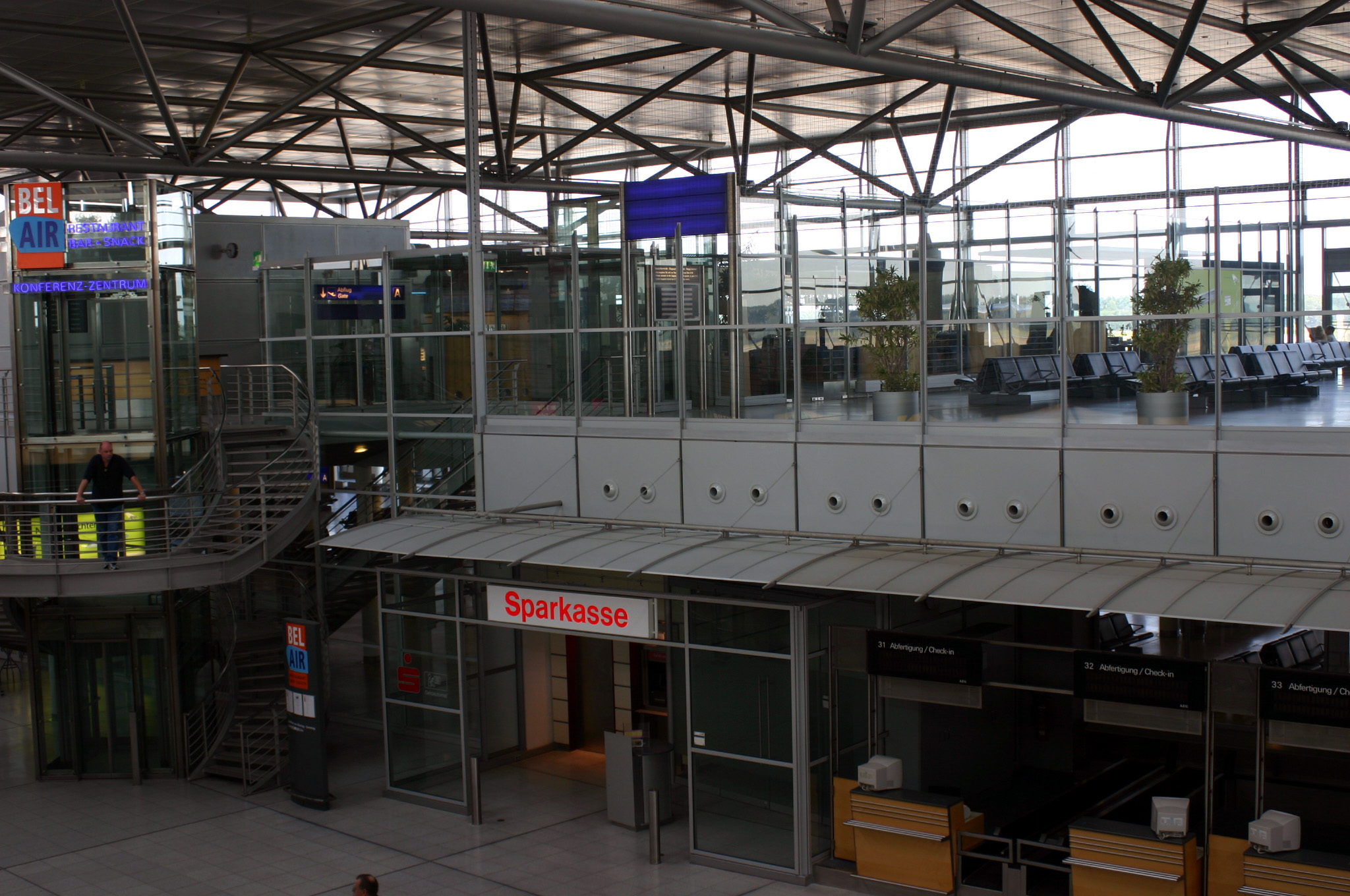
Terminal: Gate C12 y restaurante
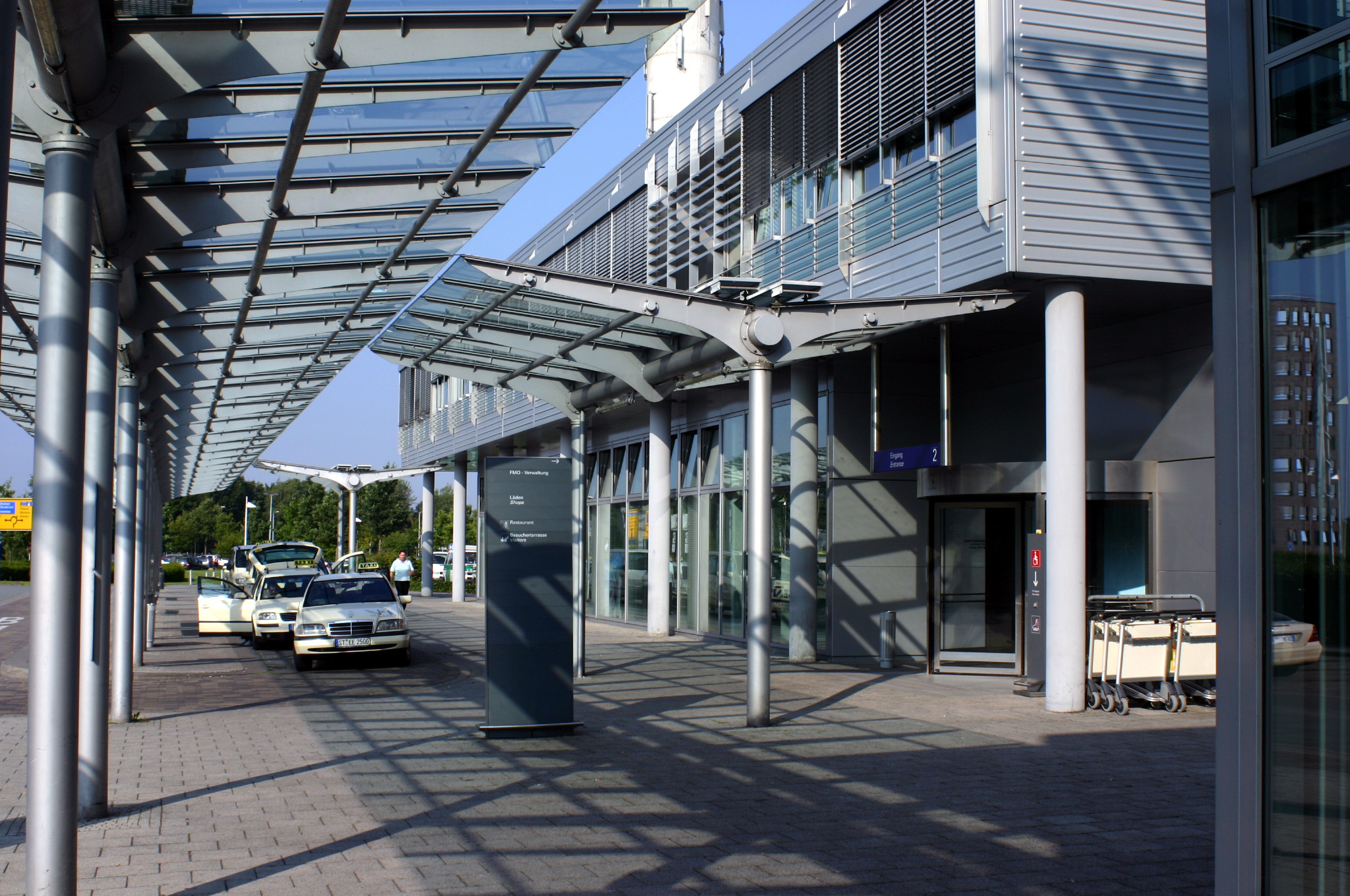
Zona de taxis
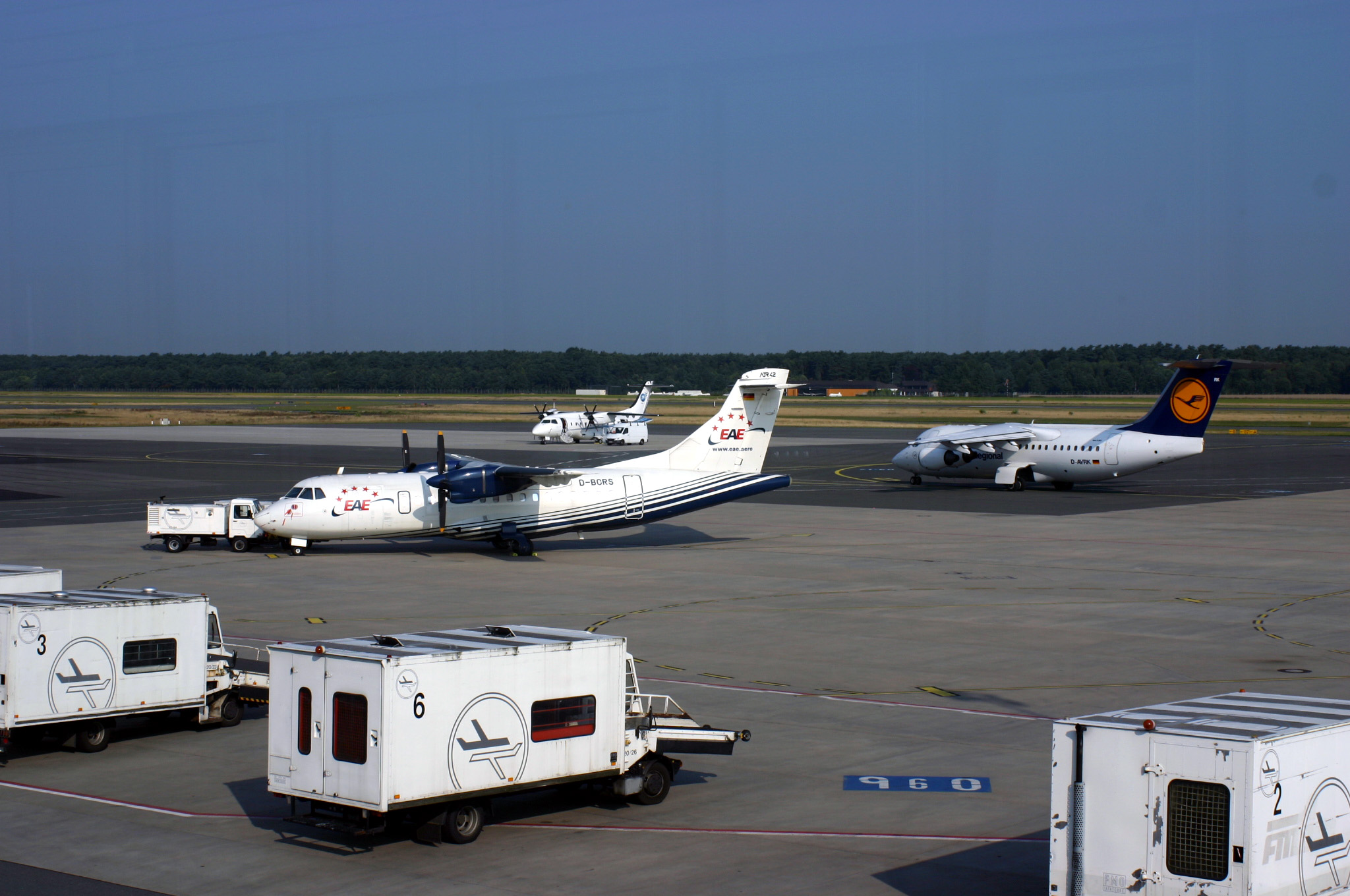
Vista desde la terraza